# 弦楽四重奏曲第1番 (シューベルト)
弦楽四重奏曲第1番 D 18 は、フランツ・シューベルトが1810年（または1811年）に作曲した弦楽四重奏曲。

## 概要
ウィーン市立図書館に保管されている本作の自筆譜には、表紙に1812年に作曲されたと記されているが、実際には作曲者が13歳だった1810年頃に作曲された可能性が高いと考えられている（そのため、本作はシューベルトが複数の奏者のために複数楽章を完成させた作品として、現存する最古のものである可能性が指摘されている）。
シューベルトは1808年（11歳）から1813年の秋（16歳）までウィーンのコンヴィクト（寄宿制神学校）に在学しているが、このコンヴィクトには生徒からなるオーケストラがあり（シューベルトは入学後しばらくして第1ヴァイオリンを担当していた）、毎年1曲の交響曲や1曲（または2曲）の序曲を演奏していた（同じように『交響曲第1番 ニ長調』（D 82）も作曲している）。そうしたことに伴って、このオーケストラのメンバーからなる室内楽の演奏も行われた。
本作もコンヴィクトで演奏する目的で書かれたものではないかといわれているが、それと同時に、シューベルトの家庭では室内楽を演奏する習慣があり、本作を含む初期の弦楽四重奏曲は、この目的で書かれたものと考えられている。そこではシューベルトの父がチェロを担当し、シューベルトはヴィオラを担当していた。父はしばしば音を外したりもしたが、それをいち早く気付いたシューベルトは遠慮がちに注意したという逸話が残されている。
楽譜の出版は、シューベルトの死後60年以上が経過した1890年に、ドイツのブライトコプフ・ウント・ヘルテル社から出版された「旧シューベルト全集」による。

## 曲の構成
全4楽章構成、演奏時間は約16分。第1楽章の序奏部以外はすべて4分の3拍子で書かれている。また、最初と最後の楽章の調性が違うため、明確な主調は存在しない（下記を参照）。
- 第1楽章 アンダンテ - プレスト・ヴィヴァーチェ
ハ短調 - ト短調、2分の2拍子（アラ・ブレーヴェ） - 4分の3拍子。
アンダンテと指示されたハ短調の序奏部は、ただ単に冒頭の主題を調性を変えて繰り返すのみであり、ニ短調に転調した後にニ長調の和音で半休止する。
続くプレスト・ヴィヴァーチェと指示されたト短調の主部は、全楽章の主題と密接に結びついたものであるが、ソナタ形式を採っているのではなく、この主題の扱いだけで楽章が構成されているとも言える。調性の変化も公式的でなく、ト長調に移ってから、ごく簡単な対位法的書式を見せたりもする。ニ短調に暗転した後、冒頭の主題が回帰してト短調で結ばれる。
- 第2楽章 メヌエット - トリオ 
ヘ長調 - ハ長調、4分の3拍子、複合三部形式。
親しみやすいメヌエットの楽章であり、音楽学者のアルフレート・アインシュタインはこの楽章を高く評価している。
- 第3楽章 アンダンテ
変ロ長調、4分の3拍子。
第1ヴァイオリンに装飾音をおいて旋律を歌わせようとしているが、楽節の構成は不正規的である。また変奏の技法を活用している。
- 第4楽章 プレスト
変ロ長調、4分の3拍子。
ハ長調の中間部はフガートに似た対位法的な書法で書かれている。

### 調性の表記について
本作は最初と最後の楽章の調性が違うため、シューベルトの弦楽四重奏曲の中では唯一明確な主調が定義されていない。そのため、オットー・エーリッヒ・ドイッチュによるシューベルトの作品目録では「ト短調/変ロ長調」（g/B）と表記されているが、第1楽章の序奏部がハ短調で書かれていることから、「ハ短調/変ロ長調」と表記されることもある（これはハ短調の序奏部の終わりが、曲の途中を意味する複縦線ではなく終止線で終わっていることから、ト短調の主部が同一の楽章ではなく別の楽章（つまりは全5楽章構成）として認識されていたためである）。
日本では、ドイッチュのカタログに従った「ト短調/変ロ長調」や「ハ短調/変ロ長調」と表記されるほか、CDや出版物などでは「ト短調」や「変ロ長調」とのみ表記される（また稀に、序奏部の調性である「ハ短調」とのみ表記される場合もある）など、現在でも混乱が見られる。
日本以外の国でも同様に「ト短調/変ロ長調」（国際楽譜ライブラリープロジェクトの該当ページ（下記）など）や「ハ短調/変ロ長調」（コダーイ弦楽四重奏団によるCD（ナクソス）など）と表記される場合もあるが、そもそも調性自体を表記しなかったり、 "mixed keys" （英語版ウィキペディアの記事など）や "Various Keys" （メロス弦楽四重奏団によるCD（ドイツ・グラモフォン）など）と表記される場合もある。